# Pferderennbahn Sandown Park

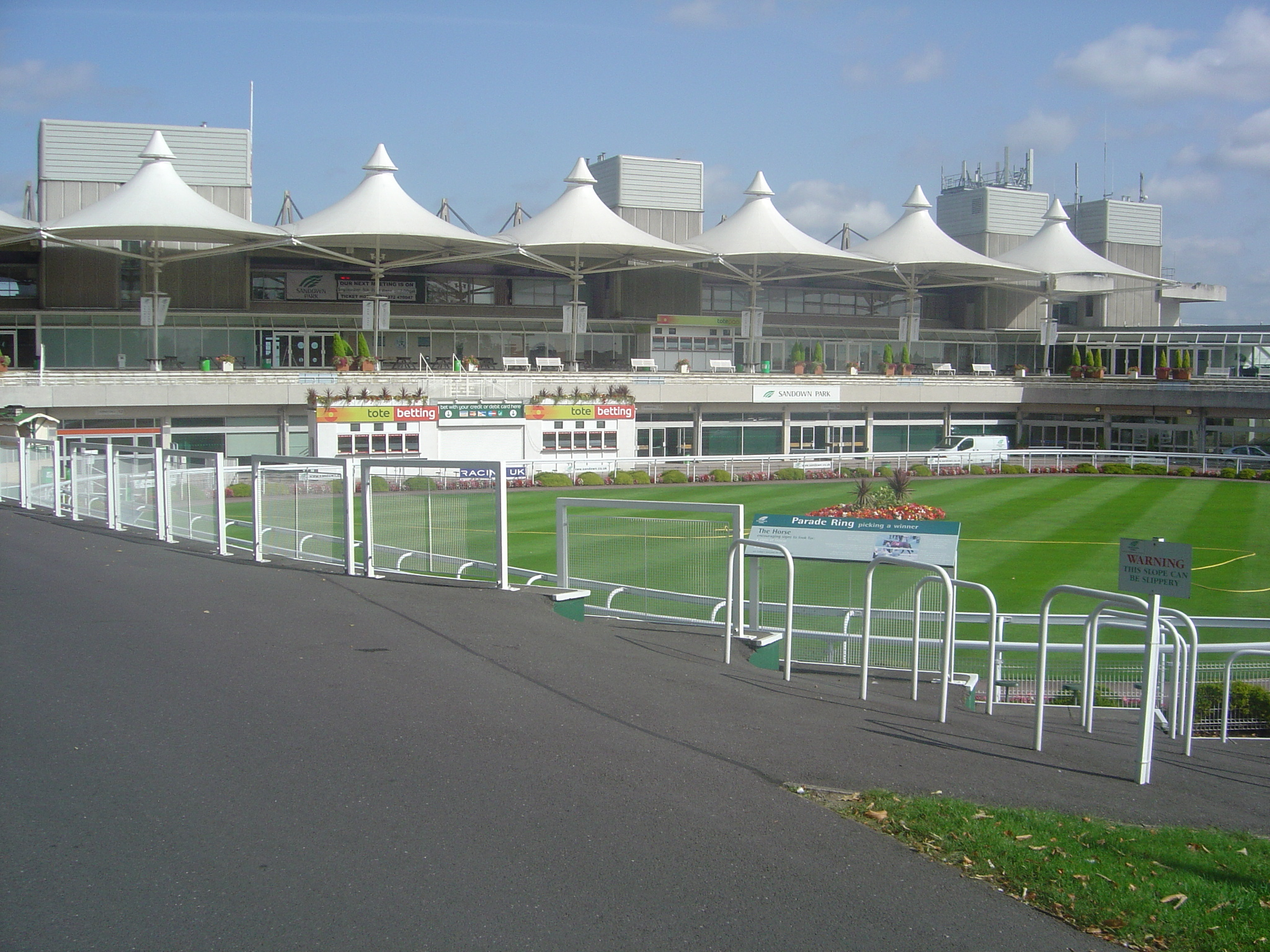
Führring im Sandown Park

Sandown Park ist eine Pferderennbahn und ein Veranstaltungsort in Esher, Grafschaft Surrey in England. 

## Geschichte
Sandown Park öffnete erstmals im Jahr 1875 und jeder Besucher hatte mindestens eine halbe Krone zu bezahlen. Die Veranstaltung dauerte drei Tage, beginnend am Donnerstag, 22. April. Es fand das Grand National Hunt Chase und das Grand International Steeple Chase statt. Letzteres zahlte £ 2.130 an den Sieger, was zu jener Zeit die höchste Siegessumme war. 
Seit 1886 werden Anfang Juli in Sandown Park die Eclipse Stakes ausgetragen – benannt nach Eclipse, einem berühmten Rennpferd im 18. Jahrhundert –, eines der bekanntesten Pferderennen in Großbritannien. 
Nach den Pferderennen in Sandown ist auch das gleichnamige Spiel benannt.

## Veranstaltungen
Es finden regelmäßig nachmittags, abends und an den Wochenenden Pferderennen statt. Sandown Park Racecourse ist der Austragungsort des Gruppe-I-Rennens Eclipse Stakes. Außer den Rennen werden Messen, Auto-Shows, Auktionen und Konzerte (u. a. Simply Red, Spandau Ballet und Tom Jones) dort veranstaltet.

## Wichtige Rennen
| Monat    |  | Tag        | Name des Rennens                                       | Typ    | Klasse       | Distanz | Alter/Geschlecht            |
| -------- |  | ---------- | ------------------------------------------------------ | ------ | ------------ | ------- | --------------------------- |
| Januar   |  | Samstag    | Tolworth Hurdle                                        | Hürden | Grade 1      | 3219 m  | 4-jährig +                  |
| Februar  |  | Samstag    | Gainsborough Chase                                     | Jagd   | Handicap     | 4929 m  | 5-jährig +                  |
| Februar  |  | Samstag    | Scilly Isles Novices’ Chase                            | Jagd   | Grade 1      | 4124 m  | 5-jährig +                  |
| Februar  |  | Samstag    | Heroes Handicap Hurdle                                 | Hürden | Grade 3      | 4426 m  | 4-jährig +                  |
| Februar  |  | Samstag    | Contenders Hurdle                                      | Hürden | Conditions   | 3319 m  | 4-jährig +                  |
| März     |  | Freitag    | Grand Military Gold Cup                                | Jagd   | Conditions   | 4929 m  | 6-jährig +                  |
| März     |  | Samstag    | Imperial Cup                                           | Hürden | Grade 3      | 3319 m  | 4-jährig +                  |
| März     |  | Samstag    | European Breeders’ Fund Novices’ Handicap Hurdle Final | Hürden | Grade 3      | 4023 m  | 4-jährig bis 7-jährig       |
| April    |  | Freitag    | Sandown Mile                                           | Flach  | Gruppe II    | 1622 m  | 4-jährig +                  |
| April    |  | Freitag    | Sandown Classic Trial                                  | Flach  | Gruppe III   | 2018 m  | 3-jährig                    |
| April    |  | Freitag    | Gordon Richards Stakes                                 | Flach  | Gruppe III   | 2018 m  | 4-jährig +                  |
| April    |  | Samstag    | Bet365 Gold Cup                                        | Jagd   | Grade 3      | 5934 m  | 5-jährig +                  |
| April    |  | Freitag    | Esher Cup                                              | Flach  | Gruppe III   | 1622 m  | 3-jährig                    |
| April    |  | Samstag    | Celebration Chase                                      | Jagd   | Grade 1      | 3219 m  | 5-jährig +                  |
| Mai      |  | Donnerstag | Henry II Stakes                                        | Flach  | Gruppe III   | 3290 m  | 4-jährig +                  |
| Mai      |  | Donnerstag | Brigadier Gerard Stakes                                | Flach  | Gruppe III   | 2018 m  | 4-jährig +                  |
| Mai      |  | Donnerstag | National Stakes                                        | Flach  | Listenrennen | 1011 m  | 2-jährig                    |
| Mai      |  | Donnerstag | Heron Stakes                                           | Flach  | Listenrennen | 1622 m  | 3-jährig                    |
| Mai      |  | Donnerstag | Whitsun Cup                                            | Flach  | Listenrennen | 1622 m  | 4-jährig +                  |
| Juli     |  | Samstag    | Eclipse Stakes                                         | Flach  | Gruppe I     | 2018 m  | 3-jährig +                  |
| Juli     |  | Samstag    | Sprint Stakes                                          | Flach  | Gruppe III   | 1011 m  | 3-jährig +                  |
| August   |  | Samstag    | Atalanta Stakes                                        | Flach  | Gruppe III   | 1622 m  | 3-jährige und ältere Stuten |
| August   |  | Samstag    | Solario Stakes                                         | Flach  | Gruppe III   | 1423 m  | 2-jährig                    |
| Dezember |  | Freitag    | Winter Novices’ Hurdle                                 | Hürden | Grade 2      | 4023 m  | 4-jährig +                  |
| Dezember |  | Samstag    | Henry VIII Novices’ Chase                              | Jagd   | Grade 1      | 3219 m  | 4-jährig +                  |
| Dezember |  | Samstag    | Tingle Creek Chase                                     | Jagd   | Grade 1      | 3219 m  | 4-jährig +                  |